# Eubunus crypsidomus
Eubunus crypsidomus is een hooiwagen uit de familie Triaenonychidae.